# Schöner Brunnen (Nysa)

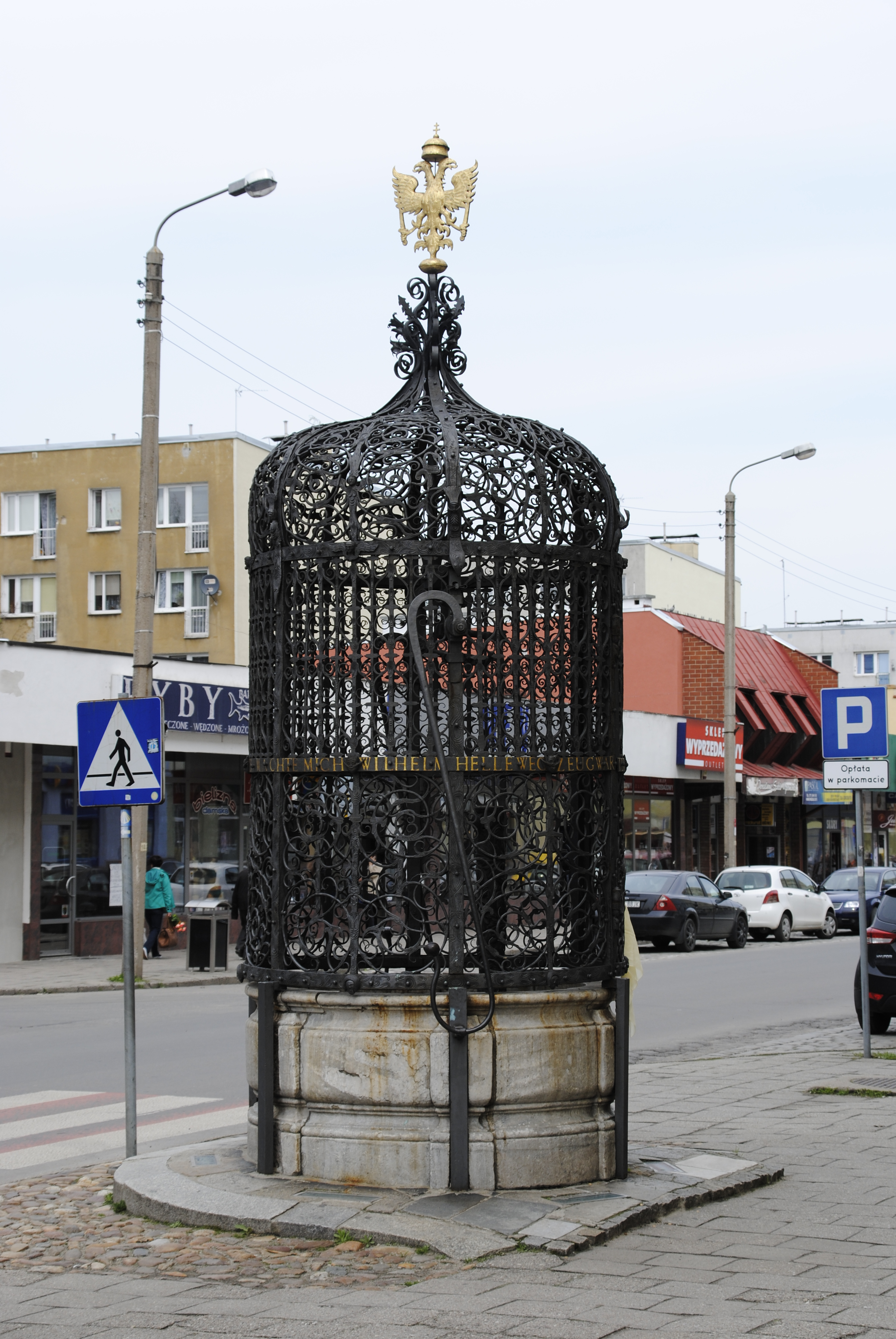
Der Schöne Brunnen

Der Schöne Brunnen in Nysa (dt. Neisse) stammt aus dem 17. Jahrhundert und befindet sich an der Ulica Wrocławska (dt. Breslauer Straße). Er war ein Wahrzeichen der Residenzstadt des Bistumslandes der Breslauer Bischöfe und ist es unter dem Namen „Piękna Studnia“ seit seiner Wiederaufstellung 1969 im polnischen Nysa wieder geworden. Im Jahr 2000 bekam er auch wieder seine Bekrönung aufgesetzt, den goldenen Habsburger Doppeladler, eine Replik des originalen Adlers, der im Museum aufbewahrt worden war.

## Beschreibung
Das Gitter ist 2600 kg schwer, hat eine eigene Höhe von etwa 4 Metern und einen Durchmesser von 1,86 Metern. Auf halber Höhe befindet sich ein Band mit der Inschrift: „AUS BELIEBEN EINES LOBLICHEN MAGISTRATS MACHTE MICH WILHELM HELLWEG ZEUGWARTER Ao 1686“. Der Künstler verewigte sich damit selbst und wies darauf hin, dass er (seit 1681) auch Zeugmeister war, nämlich „Verwalter des kaiserlichen Zeug- bzw. Waffenhauses in Neisse“.

## Geschichte

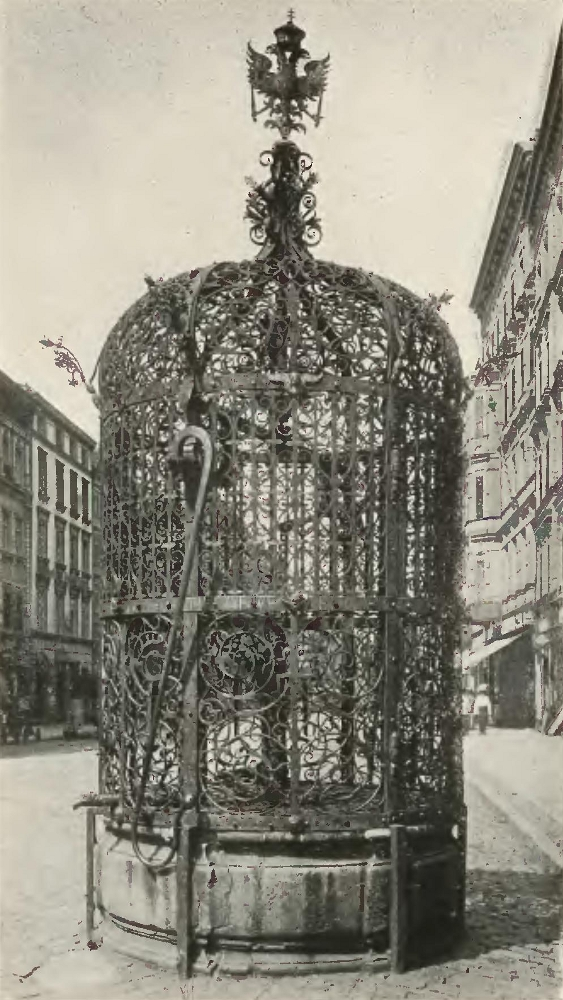
Der Schöne Brunnen Anfang des 20. Jahrhunderts

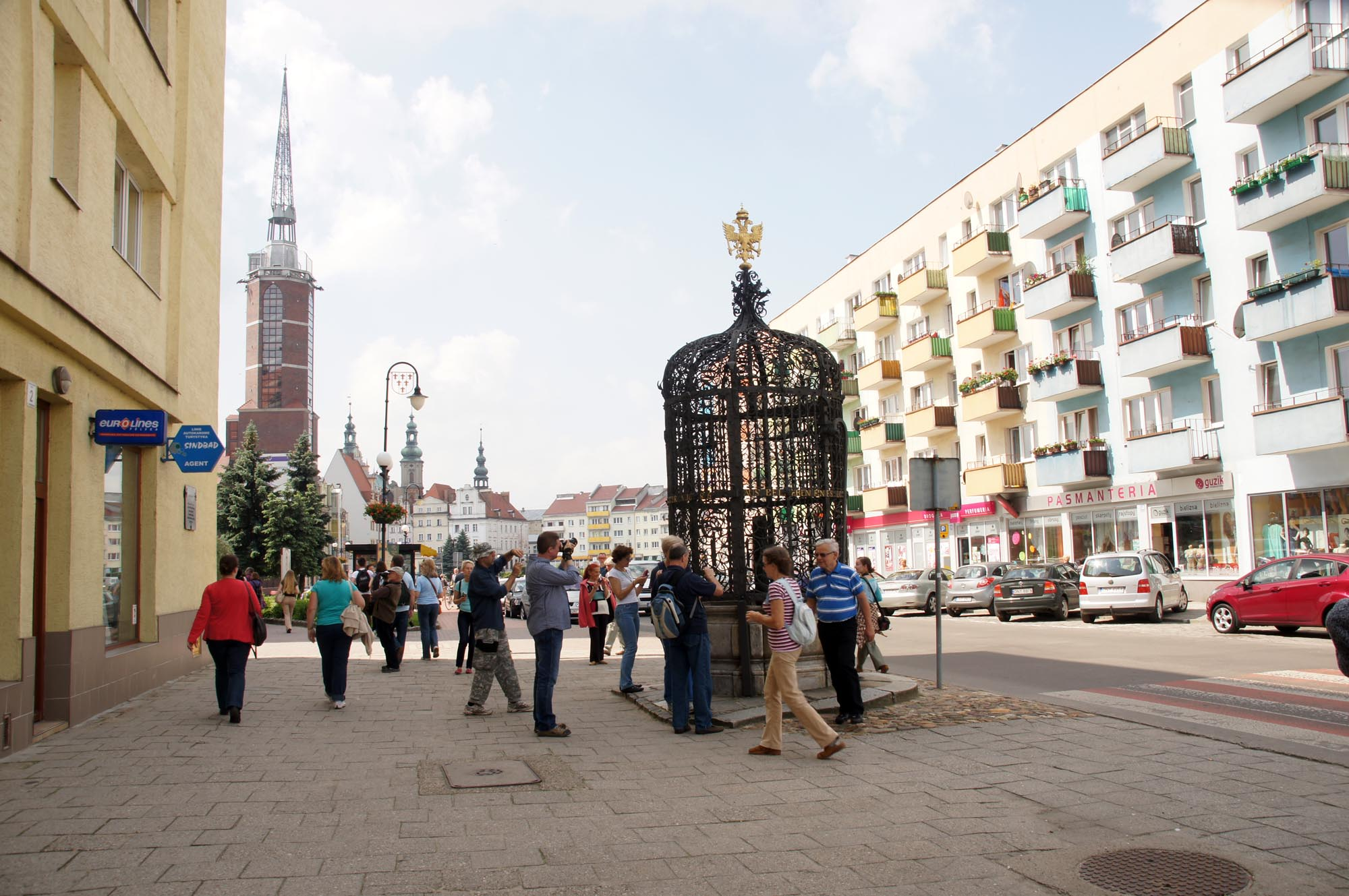
Der Brunnen im städtebaulichen Kontext

Der barocke Brunnen wurde 1686 durch den Neisser Bürgermeister Kasper Naas gestiftet, der die feierliche Einweihung am 15. September 1686 nicht mehr selbst erlebte. Der kunstvoll aus fünf Meter hohen Eisengittern gefertigte Brunnen ist ein hervorragendes Beispiel europäischer Schmiedekunst und ähnelt einem großen Vogelbauer, bekrönt durch den goldenen Wappenvogel. Angefertigt wurde das schmiedeeiserne Brunnengehäuse durch den bischöflichen Münzwerkmeister und Hofschlosser Wilhelm Helleweg (* um 1650 in Stromberg/Westfalen, † 1695).
Noch bis zum Jahre 1878, als die städtischen Wasserwerke errichtet wurden, holten die Neisser Bürger Wasser aus dem Brunnen, das nach einer Analyse durch den Apotheker Theodor Poleck im Jahre 1863 sehr mineralstoffreich gewesen sein soll.
Am Ende des Zweiten Weltkriegs und in den ersten Nachkriegsjahren erlebte dieses Kunstwerk ein abenteuerliches Schicksal: Wohl 1942 war das Brunnengitter abmontiert worden, um es vor Zerstörung zu retten. Es überdauerte den Krieg eingelagert im Fort Wodny (früher Blockhaus genannt). Im Jahr 1946 gelang es Dieben, es von dort zu entwenden und nach Niemodlin (Falkenberg) zu schaffen. Polizisten stellten dort die Diebe und es gelang, den Brunnen nach Neisse zurückzubringen und im Hof der Feuerwehr zwischenzulagern. Trotz einer Initiative von Neisser Bürgern zur Wiederaufstellung des Brunnens dauerte es noch bis zum Jahr 1969, bis alle Restaurierungsarbeiten abgeschlossen waren und der Schöne Brunnen wieder aufgestellt werden konnte.